# Bodo Klüßendorf
Bodo Klüßendorf (* 26. Juli 1958) ist ein ehemaliger deutscher Fußballspieler, der 1981 für den FC Hansa Rostock in der DDR-Oberliga spielte.

## Sportliche Laufbahn
Klüßendorf bestritt lediglich zwei Pflichtspiele für die 1. Mannschaft des FC Hansa Rostock. Am 8. Oktober 1977 wurde er am 7. Spieltag der zweitklassigen DDR-Liga, Hansa war zuvor aus der Oberliga abgestiegen, als Stürmer eingewechselt. Seinen zweiten Einsatz hatte er in der DDR-Oberliga am 21. März 1981 ebenfalls als Einwechselspieler in der Begegnung des 18. Spieltages der Saison 1980/81 FC Rot-Weiß Erfurt – Hansa Rostock (3:1). Er wurde in der 67. Minute für den Mittelfeldspieler Juri Schlünz eingewechselt.
Klüßendorfs hauptsächliches Betätigungsfeld war bis 1982 die Nachwuchsmannschaft des FC Hansa. Mit 18 Jahren bestritt er 1976/77 seine erste Saison für Hansa in der Nachwuchsoberliga, in der er in der Regel als linker Verteidiger 24 der 26 Punktspiele bestritt und zwei Tore erzielte. Da die 1. Mannschaft am Ende dieser Saison aus der DDR-Oberliga absteigen musste, spielte der Nachwuchs als FC Hansa II in der drittklassigen Bezirksliga Rostock. Nachdem Klüßendorf nach dem Aufstieg der 1. Mannschaft 1978/79 wiederum 24 Spiele in der Nachwuchsoberliga absolviert hatte (ohne Tor), musste er danach wieder in die Bezirksliga wechseln, da die 1. Mannschaft erneut abgestiegen war. Nach dem abermaligen sofortigen Wiederaufstieg war Klüßendorf auch in den folgenden beiden Spielzeiten mit 18 (4 Tore) bzw. 25 (1 Tor) Einsätzen Stammspieler der Nachwuchsmannschaft.
Nach der Saison 1981/82 gab der FC Hansa mit Uwe Bloch, Olaf Spandolf, Karsten Wenzlawski und auch Bodo Klüßendorf ein ganzes Spielerpaket an den zweitklassigen DDR-Ligisten BSG Schifffahrt/Hafen Rostock ab. Von den 22 Punktspielen der Saison 1982/83 bestritt Klüßendorf 21 Partien (1 Tor) und die BSG wurde Staffelsieger. In den acht Aufstiegsspielen zur Oberliga, in denen auch Klüßendorf mitwirkte, konnten sich die Rostocker jedoch nicht durchsetzen. In der Spielzeit 1983/84 hatte Klüßendorf mehrere Ausfälle, sodass er nur auf zwölf Punktspieleinsätze (2 Tore) kam. Für die Saison 1984/85 war er als Mannschaftskapitän vorgesehen, bestritt aber nur die ersten acht Ligaspiele. Am Saisonende stieg die BSG Schifffahrt/Hafen in die Bezirksliga ab, erreichte aber den sofortigen Wiederaufstieg. 1986/87 wurde Klüßendorf in 25 von 34 Punktspielen eingesetzt (1 Tor), in denen er sowohl im Mittelfeld als auch als Verteidiger eingesetzt wurde. Nach dem erneuten Abstieg in die Bezirksliga war Klüßendorf danach nicht mehr in den höheren Fußball-Ligen vertreten.